# Lucyferaza
Lucyferaza – ogólna nazwa enzymów katalizujących utlenianie lucyferyny, co połączone jest z emisją światła (bioluminescencja). Przykładem jest lucyferaza ze świetlika (EC 1.13.12.7) występująca u świetlików Photinus pyralis.
Odkrycie, że bioluminescencja u świetlików zachodzi po zmieszaniu ekstraktów lucyferyny i lucyferazy, zostało dokonane w 1887 r. przez Raphaëla Dubois, profesora fizjologii na Université de Lyon. Nadał on też obu substancjom nazwy. Nie wyjaśnił on przy tym swoich intencji; spekuluje się, że nazwy te pochodzą od łac. lucifer – „niosący światło”.